# Eleunte (demo)
Eleunte (in greco antico: Ἐλαιοῦς?, Elaioûs) era il nome di un demo dell'Attica.
Probabilmente si trovava ad est dell'attuale Magoula, vicino a Mavraki, anche se William Martin Leake, nell'Ottocento, lo localizzava ad ovest di Afidna, in un villaggio di nome Liosia, dato che questo toponimo sembrava essere legato al nome del demo antico. Ad Eleunte è attestato il culto di Eracle.